# Mimulopsis kilimandscharica
Mimulopsis kilimandscharica är en akantusväxtart som beskrevs av Gustav Lindau. Mimulopsis kilimandscharica ingår i släktet Mimulopsis och familjen akantusväxter. Inga underarter finns listade i Catalogue of Life.